# Escut d'Alaró
L'escut d'Alaró té el següent blasonament:
Escut ovalat partit: Al primer, d'or, un mig vol de gules; al segon, d'atzur, un castell obert de d'argent. Envoltant l'escut, dues branques, la destra amb fulles d'or i la sinistra amb fulles de sinople, sengles branques es creuen a la part inferior de l'escut. Sobre cada partició sobresurt la part superior d'un pergamí d'or.

## Origen
Combinació d'una ala com a interpretació del nom del municipi i un castell fent referència al Castell d'Alaró. En realitat, el nom d'Alaró, que en les primeres documentacions medievals apareix com Oloron, sembla un nom preromà amb la mateixa arrel iberoaquitànica que Alarona (Mataró) o els Oloron i Oleron occitans. La suposició que prové de Al Rum, presumpte nom que haurien donat els musulmans a la població, fent referència a que en el castell hi quedava un grup de cristians que resistien, no té base històrica i menys encara filològica.